# Online-Reputationsmanagement
Unter Online-Reputationsmanagement oder auch Online Reputation Management (Akronym ORM)  wird die Überwachung und Beeinflussung des Rufs einer Person, einer Organisation oder eines Produkts in digitalen Medien verstanden. Unter digitalen Medien werden dabei digitale Publikationen und User-generated content verstanden.

## Vorgehen
Im ersten Schritt werden Suchanfragen mit dem Namen der Person oder Organisation in Online-Suchmaschinen formuliert. Die Ergebnisse werden kontinuierlich kontrolliert. Soweit dabei negative oder unrichtige Angaben auftauchen oder gar überwiegen, versucht man, durch aktive Maßnahmen gegenzusteuern. Dies beinhaltet oft das Streuen von Online-Profilen, Websites und Fake-Beiträgen in sozialen Medien, die die öffentliche Stimmung manipulieren und ein positives Bild wiedergeben sollen. Soweit dabei den Grundsätzen von Suchmaschinenoptimierung (SEO) gefolgt wird, kann es so gelingen, die unerwünschten Angaben zumindest von den ersten Seiten einer Suchmaschinenanfrage zu verdrängen. Der Versuch, den Betreiber einer Website oder eines Forums dazu zu bringen, einen unerwünschten Beitrag zu entfernen, hat selten Erfolg, und kann durch den Streisand-Effekt gegenteilige Folgen haben. Selbst wenn ein Website-Betreiber einen Beitrag entfernt, ist dieser durch die Aufbewahrung in Cache und z. B. Internet Archive meist weiter verfügbar. Online-Reputationsmanagement ist keine Einmal-Maßnahme, sondern eine kontinuierliche Arbeit. ORM wird auch als Dienstleistung angeboten, primär für Unternehmen. Daneben existieren Software-Pakete und Online-Dienste, die beim Online-Reputationsmanagement helfen sollen.

## Online-Reputationsmanagement für Unternehmen
Online-Reputationsmanagement für Unternehmen ist besonders im Fall einer Krise wichtig, zum Beispiel bei einem Lebensmittelskandal zur Vorbeugung eines Shitstorms.

## Online-Reputationsmanagement für Personen
Online-Reputationsmanagement für Personen ist ein Bestandteil des Selbstmarketings. Für die Auswahl von Stellenbewerbern werden neben der Selbstdarstellung in der Bewerbung selbst zunehmend deren Aktivitäten in Blogs, Foren, Wikis und Social Networks hinzugezogen.

## Online-Reputationsmanagement in der Politik
Online-Reputationsmanagement wird häufig von politischen Parteien, politischen Organisationen oder direkt von Politikern als Strategie im Bereich der Öffentlichkeitsarbeit verwendet. Das grundlegende Ziel ist es, die öffentliche Wahrnehmung proaktiv zu gestalten. Im Falle von negativen Erwähnungen im Internet wie in Blogs, Foren, sozialen Medien und Suchmaschinen spielt das Reputation-Management eine besondere Rolle. Hier wird versucht, das negative Image mit verschiedenen Methoden zu verwässern und letztendlich eine positive Wahrnehmung in der Öffentlichkeit zu erhalten. Mit der zunehmenden Nutzung des Internets spielt das Online-Reputationsmanagement eine immer wichtigere Rolle in der Politik.